# مقاومة الأدوية المضادة للسل
مقاومة الأدوية المضادة للسل (بالإنجليزية: Multi-drug-resistant tuberculosis)‏ هو عبارة عن ظهور سلالات لمرض السل مقاومة لجميع الأدوية الرئيسية المضادة للسل. وحالات السل المقاوم للأدوية ناجمة عن العلاج غير المناسب أو العلاج الجزئي، أي عندما لا يأخذ المرضى جميع أدويتهم بانتظام أثناء الفترة المحدّدة لهم بسبب شعورهم بتحسن حالتهم الصحية، أو نظراً لنزوع الأطباء والعاملين الصحيين إلى وصف خطط علاجية خاطئة، أو نظراً لعدم موثوقية الإمدادات الدوائية.
ويتمثّل أكثر أشكال «السل المقاوم» خطورة في السل المقاوم للأدوية المتعدّدة، الذي يُعرّف بالمرض الناجم عن عصيات السل الكفيلة بمقاومة الإيزونيازيد والريفامبيسين على الأقل، وهما أكثر الأدوية فعالية ضد السل. ومعدلات السل المقاوم للأدوية المتعدّدة ترتفع في بعض البلدان، وبخاصة في الاتحاد السوفييتي السابق، وتهدّد جهود مكافحة المرض هناك.
وعلى الرغم من التمكّن عموماً من علاج حالات السل المقاوم للأدوية، فإنّ تلك الحالات تقتضي معالجة كيميائية مكثّفة (قد تصل مدّتها إلى عامين) بأدوية الخط الثاني التي تفوق تكاليفها في غالب الأحيان تكاليف أدوية الخط الأوّل، كما أنّها تتسبّب في حدوث تفاعلات ضائرة أكثر وخامة، حتى وإن أمكن تدبيرها. وأصبحت أدوية الخط الثاني المضادة للسل والمضمونة النوعية متوافرة بأسعار منخفضة للمشاريع المعتمدة من قبل لجنة الضوء الأخضر.
ويشكل ظهور السل الشديد المقاومة للأدوية، خصوصاً في المواقع التي يكون فيها مرضى السل مصابين بفيروس الأيدز أيضاً، خطراً كبيراً على جهود مكافحة السل ويؤكّد الحاجة الماسّة إلى تعزيز أنشطة مكافحة السل العادي وتطبيق دلائل منظمة الصحة العالمية الجديدة لتدبير حالات السل المقاوم للأدوية من خلال برامج محدّدة